# Орлінз (Айова)
Орлінз (англ. Orleans) — місто (англ. city) в США, в окрузі Дікінсон штату Айова. Населення — 521 особа (2020).

## Географія
Орлінз розташований за координатами 43°26′31″ пн. ш. 95°5′31″ зх. д. / 43.44194° пн. ш. 95.09194° зх. д. (43.442012, -95.091875).  За даними Бюро перепису населення США в 2010 році місто мало площу 2,82 км², з яких 2,80 км² — суходіл та 0,02 км² — водойми.

## Демографія
Згідно з переписом 2010 року, у місті мешкало 608 осіб у 292 домогосподарствах у складі 211 родини. Густота населення становила 216 осіб/км².  Було 558 помешкань (198/км²).
Расовий склад населення:
| - 99,0 % — білих - 0,5 % — азіатів - 0,2 % — чорних або афроамериканців |

До двох чи більше рас належало 0,2 %. Частка іспаномовних становила 0,3 % від усіх жителів.
За віковим діапазоном населення розподілялося таким чином: 13,2 % — особи молодші 18 років, 53,9 % — особи у віці 18—64 років, 32,9 % — особи у віці 65 років та старші. Медіана віку мешканця становила 58,5 року. На 100 осіб жіночої статі у місті припадало 92,4 чоловіків;  на 100 жінок у віці від 18 років та старших — 90,6 чоловіків також старших 18 років.
Середній дохід на одне домашнє господарство  становив 92 306 доларів США (медіана — 67 614), а середній дохід на одну сім'ю — 99 786 доларів (медіана — 69 318). Медіана доходів становила 75 000 доларів для чоловіків та 35 000 доларів для жінок. За межею бідності перебувало 3,9 % осіб, у тому числі 0,0 % дітей у віці до 18 років та 6,5 % осіб у віці 65 років та старших.
Цивільне працевлаштоване населення становило 223 особи. Основні галузі зайнятості: освіта, охорона здоров'я та соціальна допомога — 18,8 %, виробництво — 15,2 %, роздрібна торгівля — 13,0 %.